# 大度路
大度路，是臺北市北投區的一條重要道路，創始於磺港溪邊大業路口（土地公埔），終於關渡中央北路四段路口(新北台北市界)連至民權路，是全長約3公里的直線道路，為連絡新北市淡水區、三芝區與台北市市中心之間的交通要道之一，屬於省道台2乙線的一部分，原稱仙渡路（八仙至關渡），為取代中央北路的交通功能而興建。整條路門牌號碼共分三段，路面寬敞，有機車道。此路位於關渡平原上，兩旁房屋稀少，都是綠油油的稻田，是臺北市境內極難見到的。道路兩側多為內政部所劃定之農業區和綠地用地，此外也有保存區、自來水事業用地、河川區、科技工業區、抽水站用地、國中用地、電力設施用地、交通用地、保護區、保護區人行步道用地、第二種工業區、第三之二種住宅區。

## 歷史
大度路為連接臺北市與關渡、淡水重要幹道，1979 年因應道路運量日增之需求，開始拓寬該路段，將路基墊高約兩公尺，並把路面擴寬約 60 公尺，拓寬工程於 1984 年 4 月全部完工，路段全長 3765 公尺，1986 年 5 月起將此段道路行車速度提升至時速 70 公里。
飆車
由於大度路全新完工之後，路段長寬敞筆直，1986 年 6 月週末假日夜晚，開始吸引飆車族群聚大度路蛇行競技，賭命飛車並吸引數千人圍觀，臺北市政府警察局緊急調動大批警車以優勢警力追逐取締，也研擬對策考慮假期深夜暫時封閉道路，但最終成效不彰，由於週末飆車競速持續兩年之久且造成數十人死亡，臺北市政府為遏止飆車歪風，使警察便於取締飆車活動，於 1988 年 8 月施工將大度路分隔為快慢車道，這項措施終於有效遏阻飆車活動。

## 沿途地標及設施
因大度路兩側為關渡平原，地勢平坦廣大，故有許多不同於他地的面貌。
（由東至西）
- 中油車容坊大業加油站
- 福安汽車駕訓班
- 台北聯合汽車駕訓班
- 亞太土石資源有限公司
- 法鼓山 農禪寺 （實際地址為大業路65巷89號）
  - 農禪寺停車場
- 大陽製藥工廠
- 大盤商花市
- 臺北自來水事業處-大度配水池暨加壓站
- 國際土石方資源堆置處理場
- 喬大高爾夫學苑
- 現代駕訓班
- 慈濟關渡園區
- 台電仙渡超高壓變電所
- 大台北駕訓班
- 中華賓士關渡服務廠
- 臺北市政府警察局 北投分局 關渡派出所

## 交通
| 編號 | 路線起迄                | 本路段公車站牌                                     | 經營業者           |
| ---- | ----------------------- | -------------------------------------------------- | ------------------ |
| 223  | 青年公園-關渡           | 關渡、知行路口、關渡路口、大度立德路口、捷運關渡站 | 大南汽車           |
| 756  | 北門-淡江大學           | 關渡、大度立德路口                                 | 指南客運           |
| 757  | 淡海-北門               | 關渡、大度立德路口                                 | 指南客運           |
| 838  | 泰山-捷運關渡站         | 關渡、大度立德路口、捷運關渡站                     | 指南客運           |
| 879  | 馬偕醫學院-關渡         | 關渡、大度立德路口                                 | 淡水客運           |
| 957  | 淡海新市鎮-捷運劍南路站 | 關渡、大度立德路口                                 | 淡水客運、指南客運 |
| 983  | 淡海新市鎮-捷運關渡站   | 關渡、大度立德路口、捷運關渡站                     | 淡水客運           |
| 紅13 | 八里-捷運關渡站         | 關渡、捷運關渡站                                   | 淡水客運           |
| 紅22 | 八里-捷運關渡站         | 關渡、捷運關渡站                                   | 淡水客運           |
| 紅35 | 關渡碼頭-捷運關渡站     | 關渡、捷運關渡站                                   | 大南汽車           |
| 紅55 | 臺北藝術大學-捷運關渡站 | 關渡、捷運關渡站                                   | 大南汽車           |
| 小23 | 關渡碼頭-北投國小       | 捷運關渡站                                         | 大南汽車           |

## 沿途節點道路
大度路雖然長，但是因地處於關渡平原，故對外分支的道路並不多。其中包含立德路、立功街、關渡路、知行路、聖景路和以下的區域道路：怡和巷、中央北路二段257巷。

### 怡和巷
怡和巷，為大度路之分支，為少數位於台北市有特定名稱的巷弄。巷內分兩個弄（3,4弄），地處內政部所規定之農業區，有約58家住戶於此路段。可通至大業路65巷至法鼓山農禪寺。

### 中央北路二段257巷和承德路七段401巷620弄
此二巷弄為大度路一段和二段之節點。中央北路二段257巷沿途經過豐年里、大同里和八仙里。因可以在平坦的平原之間觀看農田、大屯山及太陽昇落，故時常吸引遊客前往。而承德路七段401巷620弄因土地寬廣，有許多汽車保養廠駐於此。到底可至關渡水岸腳踏車道基隆河河堤。

## 外部連結
- 王瑞德.北市大度路 曾是「尬」聖地.自由時報.2004-10-25
- 蔡亞樺.大度路迴轉道最危 3年47人死傷 路樹遮視線與市民大道連登肇事榜.蘋果日報.2011-04-02